# Keramische kookplaat

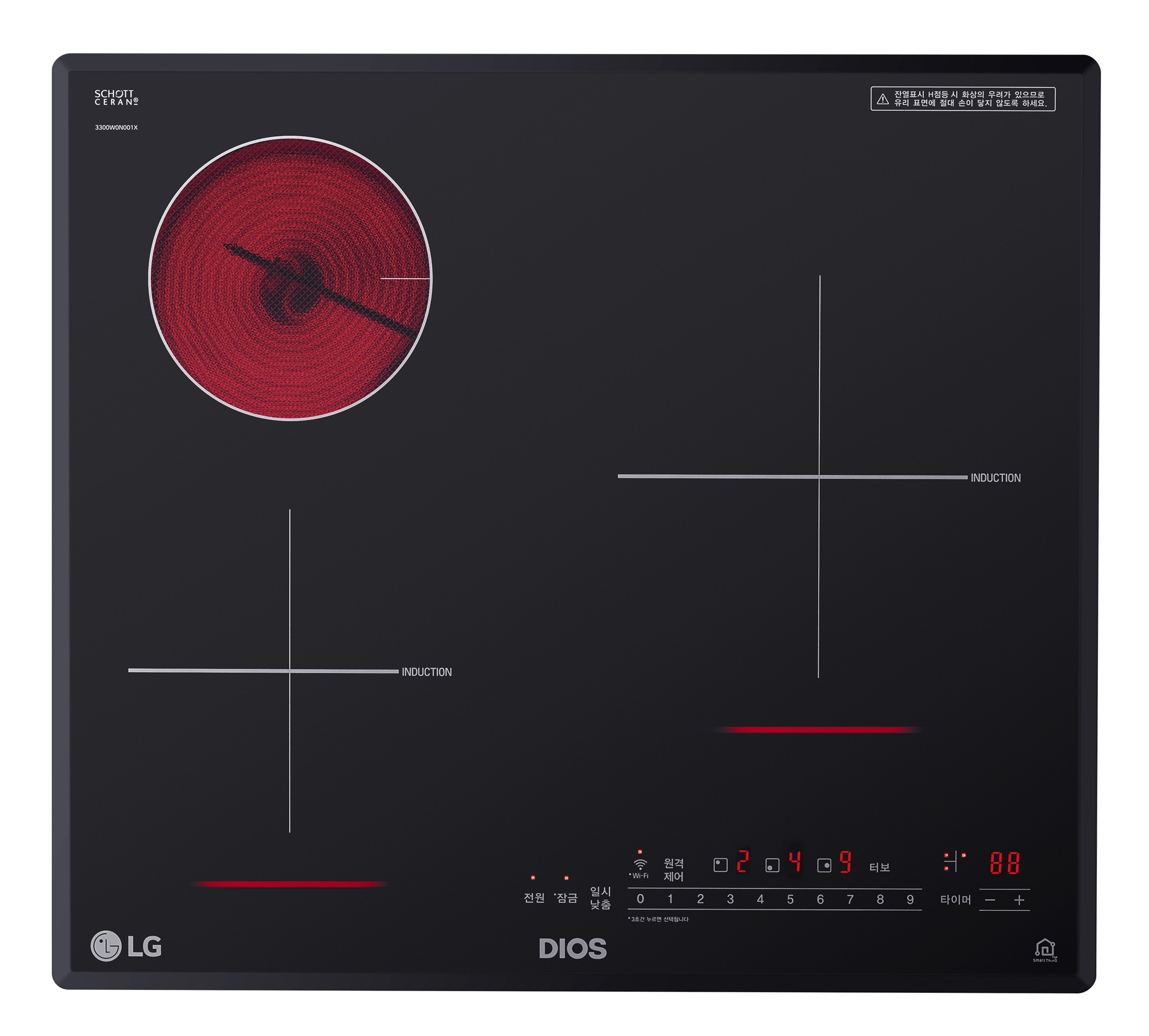
Bovenzijde keramische kookplaat met touchscreen

Een keramische kookplaat is een kookplaat die werkt op elektriciteit. Het oppervlak van de plaat is gemaakt van glaskeramiek. Een keramische kookplaat is een variant op de oudere elektrische kookplaten. Door het gladde oppervlak is een keramische kookplaat eenvoudiger schoon te maken, en ziet deze er ook strakker uit.
De bovenzijde van een keramische kookplaat ziet er net als een inductiekookplaat uit als een zwart, glad glasoppervlak. De bediening is hetzij met aparte knoppen hetzij met aanraaktoetsen.

## Werking

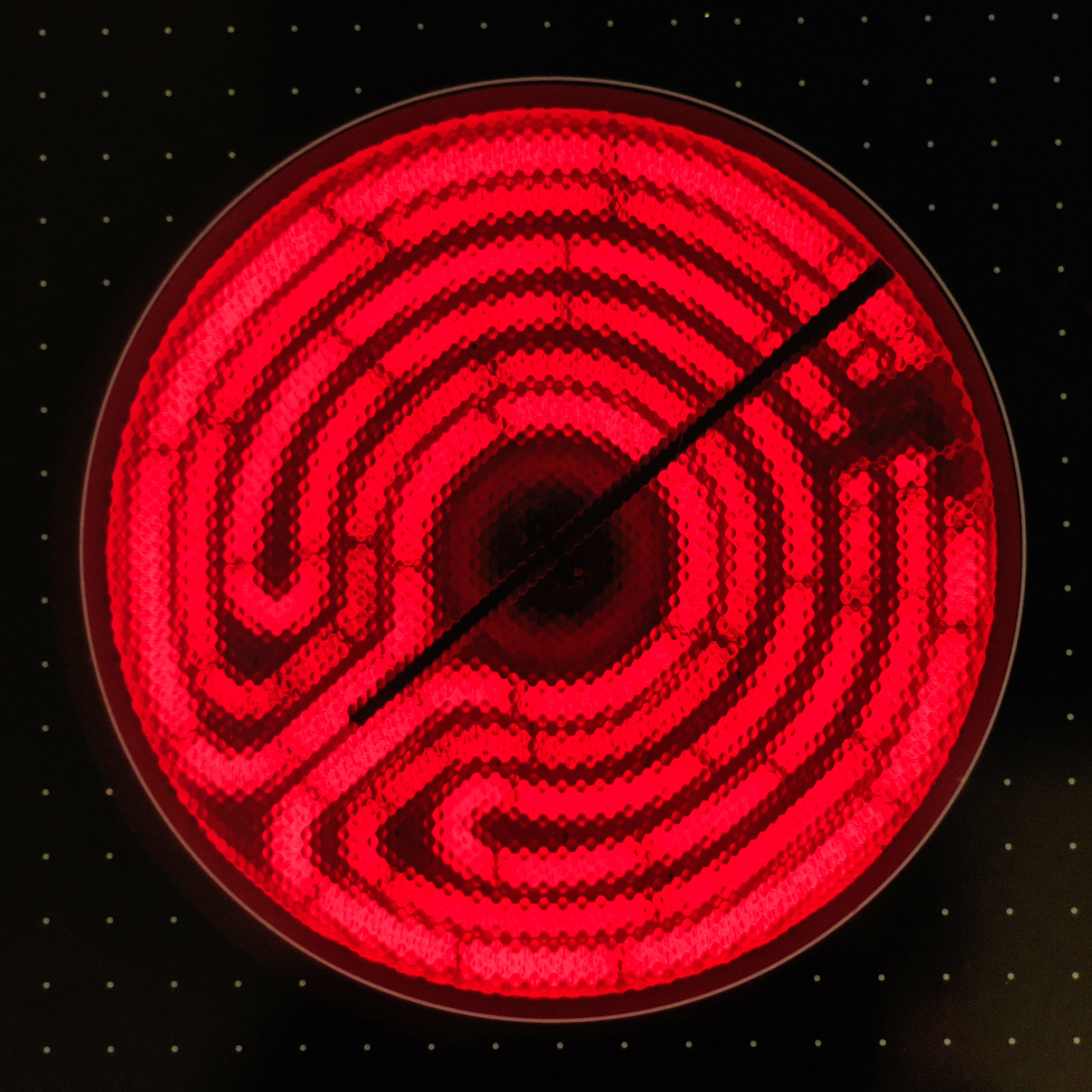
Hete spiraal in een keramische kookplaat

Voor het koken op een keramische kookplaat zijn - in tegenstelling tot inductieplaten - geen speciale pannen nodig om de inhoud van de pan te verhitten. De keramische kookplaat werkt namelijk met warmtestraling en warmtegeleiding. Het oppervlak van de kookplaat wordt heet en die warmte wordt doorgegeven aan de bodem van de pan. 
Er bestaan meerdere types. De keramische kookplaten met metalen spiralen en met halogeenstralers.
1. Metalen spiralen: De kookplaat bevat onder het oppervlak verwarmingselementen, in de vorm van metalen spiralen. Deze elementen hebben een betrekkelijk lage elektrische weerstand, zodat ze heet worden omdat er een hoge elektrische stroom doorheen loopt.
2. Halogeenstralers: Onder het glaskeramisch oppervlak zitten halogeenlampen onder de glasplaat die veel warmtestraling produceren in de vorm van infrarood licht.[3] Tijdens het koken schakelen de lampen voortdurend aan en uit om de temperatuur te regelen. Om deze reden worden deze platen niet vaak meer toegepast. Vooral koekenpannen (zonder water) warmen snel op met  halogeen.

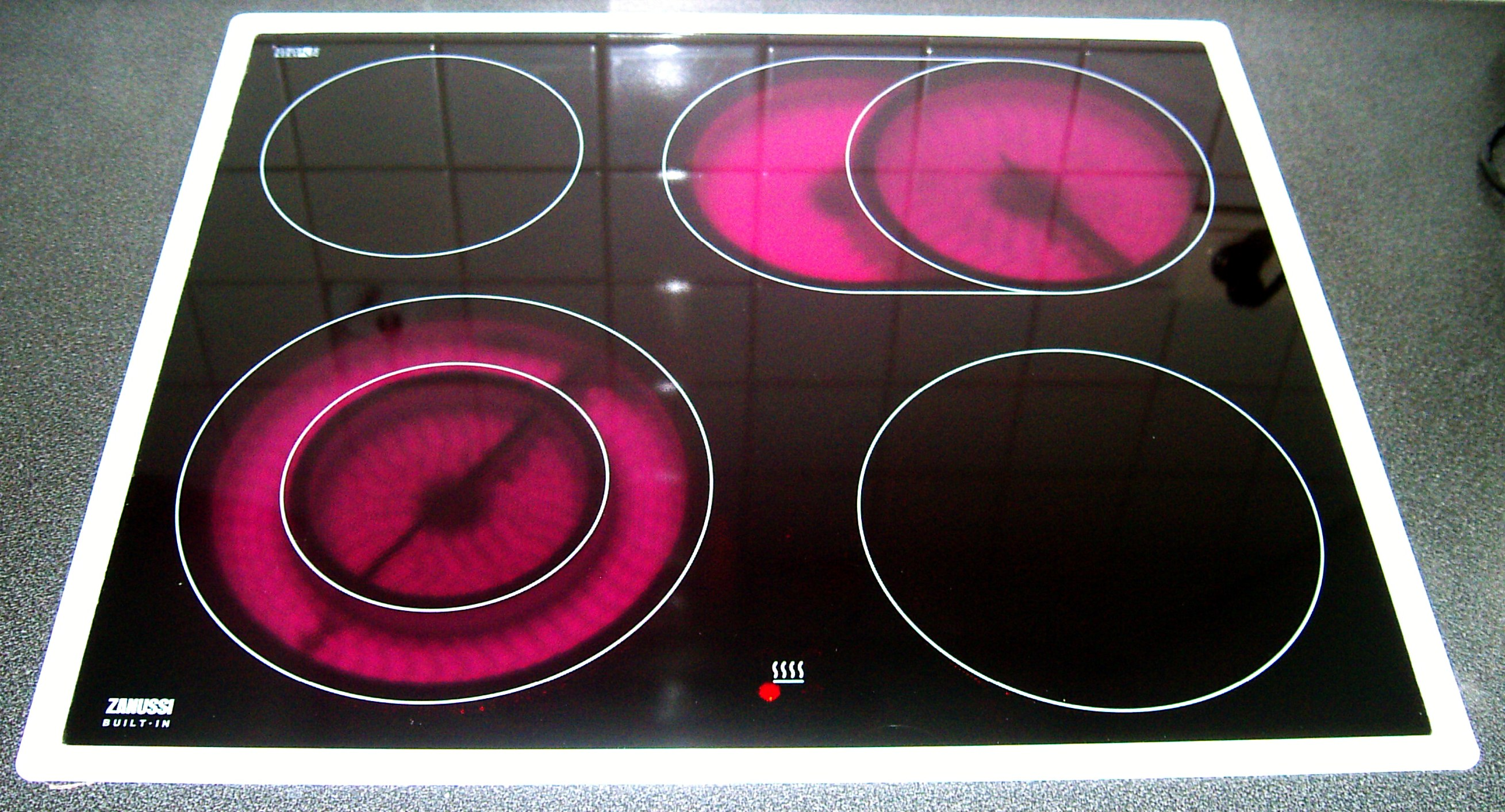
Keramische kookplaat met links onder een buitenste ring van halogeen

3. Keramische kookplaat met links onder een buitenste ring van halogeenCombinaties: De buitenste ring van het kookelement is halogeen, het binnenste een elektrische weerstand.[3] Bij een hoog vermogen zijn beide aan, zodat een grote pan snel verhit kan worden.

Het opwarmen van een keramische kookplaat heeft enige tijd nodig. Ook voor het weer afkoelen van de kookplaat is tijd nodig. Het langzame opwarmen van de pan houdt verband met de omstandigheid dat het glas van de kookplaat niet heter mag worden dan 500 graden Celsius.
De metalen spiralen kleuren tijdens het opwerken steeds feller rood, hetgeen zichtbaar is door de glazen plaat heen. Hiermee kunnen de gebruikers zien dat de plaat heet is. Tijdens het afkoelen is dat  minder zichtbaar. Sommige fabrikanten leveren een indicatie dat er restwarmte is en dat de plaat, ook al is hij niet rood, toch nog heet is.

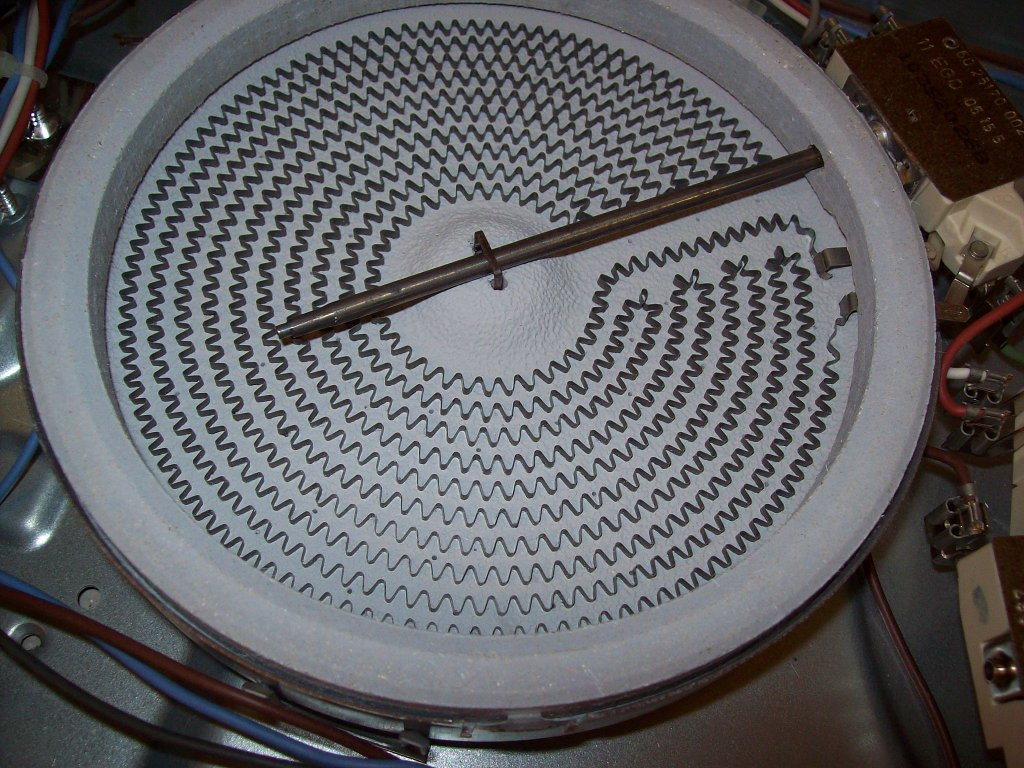
Spiraal van een keramische kookplaat

Sommige moderne versies hebben een aankookautomaat, die ervoor zorgt dat de plaat snel heet wordt en de inhoud van de pan snel aan de kook komt. Daarna schakelt de plaat automatisch naar een lager vermogen. Om de inhoud van de pan aan de kook te houden is namelijk minder hitte nodig. Een nadeel daarvan is dat inkoken niet goed mogelijk is.
Ook hebben moderne versies een warmhoudstand en een timer.
De pannen voor een keramische kookplaat moeten een vlakke bodem hebben, zodat ze goed contact maken met de hete glasplaat. Dit in tegenstelling tot pannen voor koken op gas, die ook wel gebogen of geblutst mogen zijn.

## Perilex-aansluiting

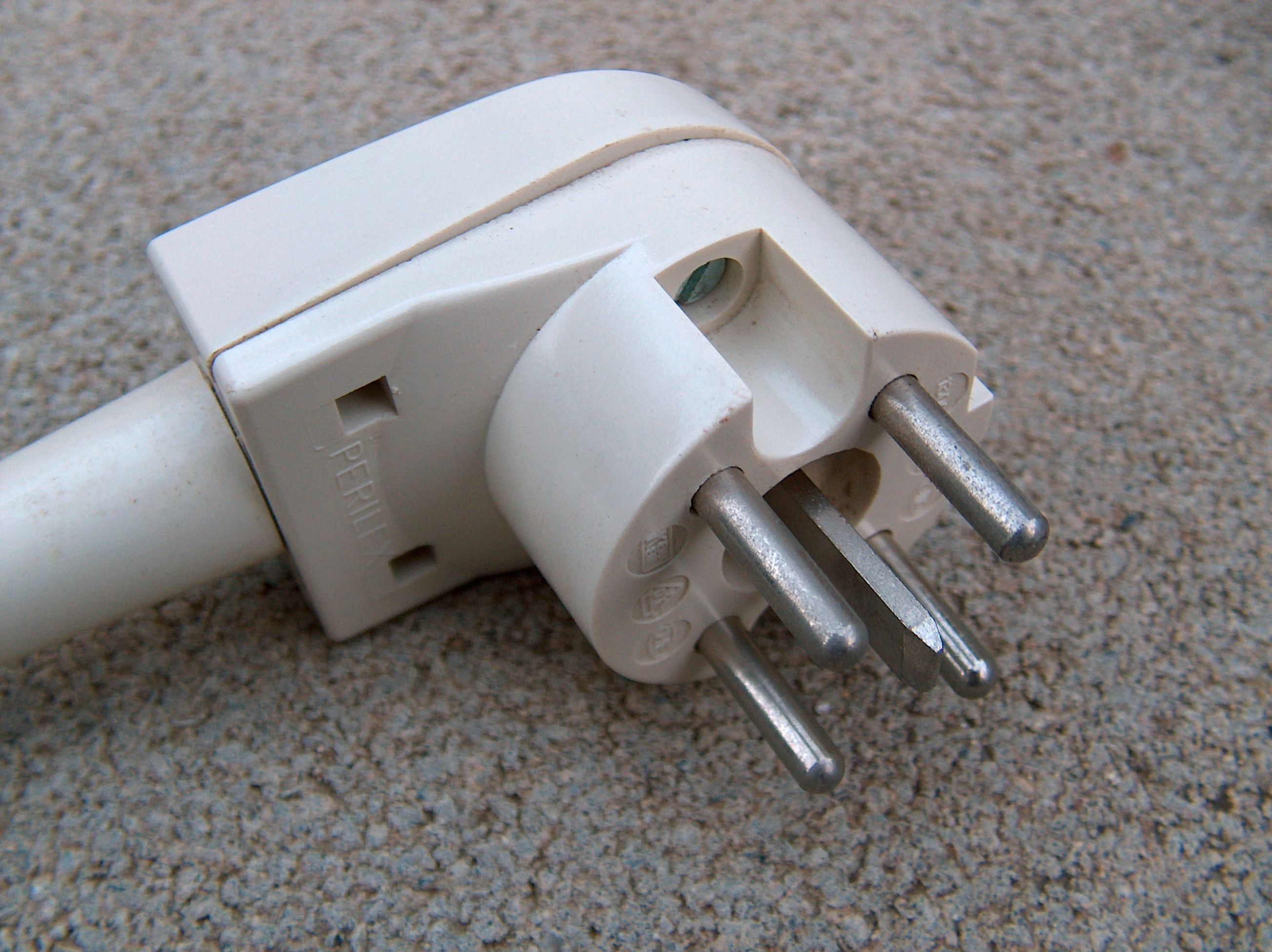
Een Perilex-stekker

Een kookplaat vraagt tijdens het gebruik veel stroom. Het opgenomen vermogen kan met meerdere actieve kookplaten oplopen tot 6000 watt, en de platen kunnen daardoor niet worden aangesloten op een normale 230-voltwandcontactdoos. Daarom wordt gebruik gemaakt van krachtstroom, met meerdere fasen. Doorgaans worden keramische kookplaten aangesloten met een Perilex-stekker.
De Perilex-aansluiting kent twee aansluitvarianten:
- tweemaal één fase (tweemaal 230 V), dit zijn twee gekoppelde 16 ampère-aansluitingen
- drie fasen (400 V), ook wel krachtstroom genoemd, deze aansluiting is herkenbaar aan drie of vier gekoppelde automatische zekeringen in de meterkast.

De Perilex-stekker heeft vijf pennen. Bij twee keer één fase zijn er twee pennen voor een fase, twee voor nulleidingen en één voor een aardeverbinding. Bij een driefasenkookgroep zijn er drie pennen voor de drie fasen, een pen voor de nulleiding en één voor een aardeverbinding.

## Alternatieven
Vanwege de veiligheid en de energiezuinigheid is dit type kookplaat in de 21ste eeuw opgevolgd door de inductiekookplaat. Ook is de temperatuur van een keramische kookplaat minder nauwkeurig en vooral minder snel te regelen.
Ondanks deze nadelen wordt een keramische kookplaat in 2018 nog aangeschaft. Onder andere vanwege de lagere prijs, maar ook omdat sommige mensen het werken met inductie niet zo prettig vinden. Zo kennen inductieplaten over het algemeen geen fysieke knoppen. Bij keramische platen zijn deze vaker wel aanwezig.